# سوسة حقيقية
السوسة الحقيقية (الاسم العلمي: Curculio) هي جنس من الحشرات يتبع الفصيلة السوسية الحقيقية من رتبة غمديات الأجنحة.